# Computação bioinspirada
A computação bioinspirada pode ser definida como uma linha de pesquisa da ciência da computação baseada ou inspirada na natureza, que busca compreender os padrões nela encontrados, e posteriormente aplicá-los na resolução de problemas, desenvolvimento de novas tecnologias e/ou aperfeiçoamento de sistemas já existentes. Diversas tecnologias conhecidas foram inspirados na natureza, dentre elas podem ser citadas: o sonar, inspirado nos morcegos, o velcro, inspirados em plantas, os aviões, inspirados nos pássaros, submarinos, inspirados nos peixes, dentre outros.

## Principais áreas de pesquisa
Dentre as principais áreas de pesquisa na computação bioinspirada, se destacam:
- Redes neurais artificiais, que se inspiram nas redes do cérebro humano.
- Computação evolutiva, baseada na teoria da evolução.
- Inteligência de enxame, inspirada em pássaros, abelhas, etc.
- Sistemas imunológicos artificiais, baseados no sistema imunológico do ser humano.[2]